# Eleições autárquicas portuguesas de 2001 no distrito de Santarém
| Eleições autárquicas portuguesas de 2001 Distritos: Aveiro \| Beja \| Braga \| Bragança \| Castelo Branco \| Coimbra \| Évora \| Faro \| Guarda \| Leiria \| Lisboa \| Portalegre \| Porto \| Santarém \| Setúbal \| Viana do Castelo \| Vila Real \| Viseu \| Açores \| Madeira |

## Resultados por concelho
Os resultados nos concelhos do Distrito de Santarém foram os seguintes:

### Abrantes
| Partido                 | Partido                        | Votos  | %               | +/-  | Vereadores | +/-     |
| ----------------------- | ------------------------------ | ------ | --------------- | ---- | ---------- | ------- |
|                         | Partido Socialista             | 10 621 | 47,65 / 100,00  | 8,28 | 4 / 7      | 1       |
|                         | Partido Social Democrata       | 6 105  | 27,39 / 100,00  | 0,32 | 2 / 7      | Estável |
|                         | Coligação Democrática Unitária | 2 373  | 10,65 / 100,00  | 1,28 | 1 / 7      | 1       |
|                         | Partido Popular                | 1 493  | 6,70 / 100,00   | -    | 0 / 7      | -       |
|                         | Bloco de Esquerda              | 642    | 2,88 / 100,00   | Novo | 0 / 7      | Novo    |
| Votos Inválidos         | Votos Inválidos                | 1 057  | 4,74 / 100,00   | 0,13 |            |         |
| Total                   | Total                          | 22 291 | 100,00 / 100,00 |      | 7 / 7      |         |
| Eleitorado/Participação | Eleitorado/Participação        | 38 474 | 57,94 / 100,00  | 1,48 |            |         |

### Alcanena
| Partido                 | Partido                        | Votos  | %               | +/-   | Vereadores | +/-     |
| ----------------------- | ------------------------------ | ------ | --------------- | ----- | ---------- | ------- |
|                         | Independentes por Alcanena     | 5 185  | 57,81 / 100,00  | Novo  | 5 / 7      | Novo    |
|                         | Partido Socialista             | 1 733  | 19,32 / 100,00  | 32,22 | 1 / 7      | 3       |
|                         | Partido Social Democrata       | 949    | 10,58 / 100,00  | 10,78 | 1 / 7      | 1       |
|                         | Coligação Democrática Unitária | 548    | 6,11 / 100,00   | 7,42  | 0 / 7      | 1       |
|                         | Partido Popular                | 269    | 3,00 / 100,00   | 5,28  | 0 / 7      | Estável |
| Votos Inválidos         | Votos Inválidos                | 285    | 3,18 / 100,00   | 2,11  |            |         |
| Total                   | Total                          | 8 969  | 100,00 / 100,00 |       | 7 / 7      |         |
| Eleitorado/Participação | Eleitorado/Participação        | 12 629 | 71,02 / 100,00  | 3,53  |            |         |

### Almeirim
| Partido                 | Partido                        | Votos  | %               | +/-  | Vereadores | +/-     |
| ----------------------- | ------------------------------ | ------ | --------------- | ---- | ---------- | ------- |
|                         | Partido Socialista             | 5 567  | 58,61 / 100,00  | 3,17 | 5 / 7      | Estável |
|                         | Coligação Democrática Unitária | 1 689  | 17,78 / 100,00  | 1,73 | 1 / 7      | Estável |
|                         | Partido Social Democrata       | 1 605  | 16,90 / 100,00  | 3,00 | 1 / 7      | Estável |
|                         | Partido Popular                | 270    | 2,84 / 100,00   | -    | 0 / 7      | -       |
| Votos Inválidos         | Votos Inválidos                | 368    | 3,87 / 100,00   | 0,93 |            |         |
| Total                   | Total                          | 9 499  | 100,00 / 100,00 |      | 7 / 7      |         |
| Eleitorado/Participação | Eleitorado/Participação        | 18 440 | 51,51 / 100,00  | 3,78 |            |         |

### Alpiarça
| Partido                 | Partido                        | Votos | %               | +/-   | Vereadores | +/-     |
| ----------------------- | ------------------------------ | ----- | --------------- | ----- | ---------- | ------- |
|                         | Partido Socialista             | 2 881 | 62,10 / 100,00  | 11,80 | 4 / 5      | 1       |
|                         | Coligação Democrática Unitária | 1 396 | 30,09 / 100,00  | 13,78 | 1 / 5      | 1       |
|                         | Partido Social Democrata       | 151   | 3,26 / 100,00   | 1,17  | 0 / 5      | Estável |
|                         | Partido Popular                | 34    | 0,73 / 100,00   | -     | 0 / 5      | -       |
| Votos Inválidos         | Votos Inválidos                | 177   | 3,81 / 100,00   | 0,07  |            |         |
| Total                   | Total                          | 4 639 | 100,00 / 100,00 |       | 5 / 5      |         |
| Eleitorado/Participação | Eleitorado/Participação        | 6 668 | 69,57 / 100,00  | 4,76  |            |         |

### Benavente
| Partido                 | Partido                        | Votos  | %               | +/-  | Vereadores | +/-     |
| ----------------------- | ------------------------------ | ------ | --------------- | ---- | ---------- | ------- |
|                         | Coligação Democrática Unitária | 4 515  | 53,01 / 100,00  | 2,65 | 4 / 7      | Estável |
|                         | Partido Socialista             | 2 137  | 25,09 / 100,00  | 0,65 | 2 / 7      | Estável |
|                         | Partido Social Democrata       | 1 148  | 13,48 / 100,00  | 2,05 | 1 / 7      | Estável |
|                         | Partido Popular                | 330    | 3,87 / 100,00   | 0,25 | 0 / 7      | Estável |
| Votos Inválidos         | Votos Inválidos                | 388    | 4,55 / 100,00   | 0,19 |            |         |
| Total                   | Total                          | 8 518  | 100,00 / 100,00 |      | 7 / 7      |         |
| Eleitorado/Participação | Eleitorado/Participação        | 17 610 | 48,37 / 100,00  | 8,99 |            |         |

### Cartaxo
| Partido                 | Partido                        | Votos  | %               | +/-  | Vereadores | +/-     |
| ----------------------- | ------------------------------ | ------ | --------------- | ---- | ---------- | ------- |
|                         | Partido Socialista             | 6 224  | 56,63 / 100,00  | 6,80 | 5 / 7      | 1       |
|                         | Partido Social Democrata       | 2 915  | 26,52 / 100,00  | 6,30 | 2 / 7      | 1       |
|                         | Coligação Democrática Unitária | 1 014  | 9,23 / 100,00   | 1,25 | 0 / 7      | Estável |
|                         | Partido Popular                | 354    | 3,22 / 100,00   | 1,10 | 0 / 7      | Estável |
| Votos Inválidos         | Votos Inválidos                | 484    | 4,41 / 100,00   | 0,66 |            |         |
| Total                   | Total                          | 10 991 | 100,00 / 100,00 |      | 7 / 7      |         |
| Eleitorado/Participação | Eleitorado/Participação        | 19 354 | 56,79 / 100,00  | 2,59 |            |         |

### Chamusca
| Partido                 | Partido                        | Votos | %               | +/-  | Vereadores | +/-     |
| ----------------------- | ------------------------------ | ----- | --------------- | ---- | ---------- | ------- |
|                         | Coligação Democrática Unitária | 2 887 | 47,40 / 100,00  | 0,15 | 2 / 5      | 2       |
|                         | Partido Socialista             | 1 951 | 32,03 / 100,00  | 2,65 | 2 / 5      | Estável |
|                         | PSD-CDS                        | 1 008 | 16,55 / 100,00  | -    | 1 / 5      | -       |
| Votos Inválidos         | Votos Inválidos                | 245   | 4,02 / 100,00   | 0,63 |            |         |
| Total                   | Total                          | 6 091 | 100,00 / 100,00 |      | 5 / 5      | 2       |
| Eleitorado/Participação | Eleitorado/Participação        | 9 942 | 61,27 / 100,00  | 0,77 |            |         |

### Constância
| Partido                 | Partido                        | Votos | %               | +/-  | Vereadores | +/-     |
| ----------------------- | ------------------------------ | ----- | --------------- | ---- | ---------- | ------- |
|                         | Coligação Democrática Unitária | 1 444 | 61,32 / 100,00  | 6,96 | 4 / 5      | Estável |
|                         | Partido Socialista             | 621   | 26,37 / 100,00  | 6,62 | 1 / 5      | Estável |
|                         | Partido Social Democrata       | 138   | 5,86 / 100,00   | 2,70 | 0 / 5      | Estável |
|                         | Partido Popular                | 38    | 1,61 / 100,00   | -    | 0 / 5      | -       |
| Votos Inválidos         | Votos Inválidos                | 114   | 4,85 / 100,00   | 1,44 |            |         |
| Total                   | Total                          | 2 355 | 100,00 / 100,00 |      | 5 / 5      |         |
| Eleitorado/Participação | Eleitorado/Participação        | 3 236 | 72,78 / 100,00  | 3,59 |            |         |

### Coruche
| Partido                 | Partido                        | Votos  | %               | +/-   | Vereadores | +/-     |
| ----------------------- | ------------------------------ | ------ | --------------- | ----- | ---------- | ------- |
|                         | Partido Socialista             | 4 804  | 42,45 / 100,00  | 16,24 | 3 / 7      | 1       |
|                         | Coligação Democrática Unitária | 4 492  | 39,69 / 100,00  | 10,58 | 3 / 7      | 1       |
|                         | Partido Social Democrata       | 1 375  | 12,15 / 100,00  | 3,93  | 1 / 7      | Estável |
|                         | Partido Popular                | 251    | 2,22 / 100,00   | 0,09  | 0 / 7      | Estável |
| Votos Inválidos         | Votos Inválidos                | 396    | 3,50 / 100,00   | 1,64  |            |         |
| Total                   | Total                          | 11 318 | 100,00 / 100,00 |       | 7 / 7      |         |
| Eleitorado/Participação | Eleitorado/Participação        | 20 361 | 55,59 / 100,00  | 2,15  |            |         |

### Entroncamento
| Partido                 | Partido                        | Votos  | %               | +/-   | Vereadores | +/-     |
| ----------------------- | ------------------------------ | ------ | --------------- | ----- | ---------- | ------- |
|                         | Partido Social Democrata       | 3 509  | 39,17 / 100,00  | 4,65  | 3 / 7      | Estável |
|                         | Partido Socialista             | 1 941  | 21,67 / 100,00  | 17,30 | 2 / 7      | 1       |
|                         | Bloco de Esquerda              | 1 303  | 14,55 / 100,00  | Novo  | 1 / 7      | Novo    |
|                         | Coligação Democrática Unitária | 930    | 10,38 / 100,00  | 4,10  | 1 / 7      | Estável |
|                         | Grupo de Cidadãos              | 567    | 6,33 / 100,00   | Novo  | 0 / 7      | Novo    |
|                         | Partido Popular                | 406    | 4,53 / 100,00   | 0,56  | 0 / 7      | Estável |
| Votos Inválidos         | Votos Inválidos                | 302    | 3,37 / 100,00   | 1,08  |            |         |
| Total                   | Total                          | 8 958  | 100,00 / 100,00 |       | 7 / 7      |         |
| Eleitorado/Participação | Eleitorado/Participação        | 14 973 | 59,83 / 100,00  | 0,23  |            |         |

### Ferreira do Zêzere
| Partido                 | Partido                        | Votos | %               | +/-   | Vereadores | +/-     |
| ----------------------- | ------------------------------ | ----- | --------------- | ----- | ---------- | ------- |
|                         | Partido Social Democrata       | 3 086 | 51,75 / 100,00  | 2,09  | 3 / 5      | Estável |
|                         | Partido Socialista             | 2 457 | 41,20 / 100,00  | 32,58 | 2 / 5      | 2       |
|                         | Partido Popular                | 105   | 1,76 / 100,00   | -     | 0 / 5      | -       |
|                         | Coligação Democrática Unitária | 51    | 0,86 / 100,00   | 0,29  | 0 / 5      | Estável |
| Votos Inválidos         | Votos Inválidos                | 264   | 4,42 / 100,00   | 0,47  |            |         |
| Total                   | Total                          | 5 963 | 100,00 / 100,00 |       | 5 / 5      |         |
| Eleitorado/Participação | Eleitorado/Participação        | 8 235 | 72,41 / 100,00  | 7,43  |            |         |

### Golegã
| Partido                 | Partido                        | Votos | %               | +/-     | Vereadores | +/-     |
| ----------------------- | ------------------------------ | ----- | --------------- | ------- | ---------- | ------- |
|                         | Partido Socialista             | 2 302 | 73,92 / 100,00  | 24,74   | 4 / 5      | 1       |
|                         | Coligação Democrática Unitária | 522   | 16,76 / 100,00  | 18,02   | 1 / 5      | 1       |
|                         | Partido Social Democrata       | 115   | 3,69 / 100,00   | 7,07    | 0 / 5      | Estável |
|                         | Partido Popular                | 78    | 2,50 / 100,00   | 0,35    | 0 / 5      | Estável |
| Votos Inválidos         | Votos Inválidos                | 97    | 3,12 / 100,00   | Estável |            |         |
| Total                   | Total                          | 3 114 | 100,00 / 100,00 |         | 5 / 5      |         |
| Eleitorado/Participação | Eleitorado/Participação        | 4 786 | 65,06 / 100,00  | 5,63    |            |         |

### Mação
| Partido                 | Partido                        | Votos | %               | +/-  | Vereadores | +/-     |
| ----------------------- | ------------------------------ | ----- | --------------- | ---- | ---------- | ------- |
|                         | Partido Social Democrata       | 3 326 | 52,85 / 100,00  | 4,94 | 3 / 5      | Estável |
|                         | Partido Socialista             | 2 214 | 35,18 / 100,00  | 8,58 | 2 / 5      | Estável |
|                         | Partido Popular                | 289   | 4,59 / 100,00   | -    | 0 / 5      | -       |
|                         | Coligação Democrática Unitária | 180   | 2,86 / 100,00   | 0,59 | 0 / 5      | Estável |
| Votos Inválidos         | Votos Inválidos                | 284   | 4,51 / 100,00   | 0,63 |            |         |
| Total                   | Total                          | 6 293 | 100,00 / 100,00 |      | 5 / 5      |         |
| Eleitorado/Participação | Eleitorado/Participação        | 8 450 | 74,47 / 100,00  | 2,90 |            |         |

### Ourém
| Partido                 | Partido                        | Votos  | %               | +/-  | Vereadores | +/-     |
| ----------------------- | ------------------------------ | ------ | --------------- | ---- | ---------- | ------- |
|                         | Partido Social Democrata       | 11 714 | 48,19 / 100,00  | 1,82 | 4 / 7      | Estável |
|                         | Partido Socialista             | 8 558  | 35,21 / 100,00  | 0,75 | 3 / 7      | Estável |
|                         | Partido Popular                | 2 388  | 9,82 / 100,00   | 1,43 | 0 / 7      | Estável |
|                         | Coligação Democrática Unitária | 833    | 3,43 / 100,00   | 1,92 | 0 / 7      | Estável |
| Votos Inválidos         | Votos Inválidos                | 814    | 3,35 / 100,00   | 0,77 |            |         |
| Total                   | Total                          | 24 307 | 100,00 / 100,00 |      | 7 / 7      |         |
| Eleitorado/Participação | Eleitorado/Participação        | 37 218 | 65,31 / 100,00  | 2,81 |            |         |

### Rio Maior
| Partido                 | Partido                        | Votos  | %               | +/-  | Vereadores | +/-     |
| ----------------------- | ------------------------------ | ------ | --------------- | ---- | ---------- | ------- |
|                         | Partido Socialista             | 5 845  | 53,21 / 100,00  | 8,45 | 4 / 7      | 1       |
|                         | PSD-CDS                        | 3 915  | 35,64 / 100,00  | -    | 3 / 7      | -       |
|                         | Coligação Democrática Unitária | 675    | 6,15 / 100,00   | 2,00 | 0 / 7      | Estável |
| Votos Inválidos         | Votos Inválidos                | 549    | 5,00 / 100,00   | 0,46 |            |         |
| Total                   | Total                          | 10 984 | 100,00 / 100,00 |      | 7 / 7      |         |
| Eleitorado/Participação | Eleitorado/Participação        | 17 816 | 61,65 / 100,00  | 0,26 |            |         |

### Salvaterra de Magos
| Partido                 | Partido                        | Votos  | %               | +/-   | Vereadores | +/-     |
| ----------------------- | ------------------------------ | ------ | --------------- | ----- | ---------- | ------- |
|                         | Bloco de Esquerda              | 5 374  | 55,23 / 100,00  | Novo  | 5 / 7      | Novo    |
|                         | Partido Socialista             | 1 652  | 16,98 / 100,00  | 16,73 | 1 / 7      | 1       |
|                         | Partido Social Democrata       | 1 159  | 11,91 / 100,00  | 0,26  | 1 / 7      | Estável |
|                         | Coligação Democrática Unitária | 956    | 9,83 / 100,00   | 40,53 | 0 / 7      | 4       |
|                         | Partido Popular                | 140    | 1,44 / 100,00   | -     | 0 / 7      | -       |
| Votos Inválidos         | Votos Inválidos                | 449    | 4,62 / 100,00   | 0,33  |            |         |
| Total                   | Total                          | 9 730  | 100,00 / 100,00 |       | 7 / 7      |         |
| Eleitorado/Participação | Eleitorado/Participação        | 16 575 | 58,70 / 100,00  | 3,31  |            |         |

### Santarém
| Partido                 | Partido                        | Votos  | %               | +/-  | Vereadores | +/-     |
| ----------------------- | ------------------------------ | ------ | --------------- | ---- | ---------- | ------- |
|                         | Partido Socialista             | 13 643 | 42,64 / 100,00  | 6,00 | 4 / 9      | 1       |
|                         | Partido Social Democrata       | 9 862  | 30,83 / 100,00  | 4,02 | 3 / 9      | Estável |
|                         | Coligação Democrática Unitária | 5 538  | 17,31 / 100,00  | 2,07 | 2 / 9      | 1       |
|                         | Partido Popular                | 963    | 3,01 / 100,00   | 0,20 | 0 / 9      | Estável |
|                         | Bloco de Esquerda              | 538    | 1,68 / 100,00   | Novo | 0 / 9      | Novo    |
| Votos Inválidos         | Votos Inválidos                | 1 449  | 4,53 / 100,00   | 0,05 |            |         |
| Total                   | Total                          | 31 993 | 100,00 / 100,00 |      | 9 / 9      |         |
| Eleitorado/Participação | Eleitorado/Participação        | 53 427 | 59,88 / 100,00  | 1,86 |            |         |

### Sardoal
| Partido                 | Partido                        | Votos | %               | +/-  | Vereadores | +/-     |
| ----------------------- | ------------------------------ | ----- | --------------- | ---- | ---------- | ------- |
|                         | Partido Social Democrata       | 1 912 | 67,28 / 100,00  | 1,98 | 4 / 5      | Estável |
|                         | Partido Socialista             | 691   | 24,31 / 100,00  | 1,51 | 1 / 5      | Estável |
|                         | Partido Popular                | 66    | 2,32 / 100,00   | -    | 0 / 5      | -       |
|                         | Coligação Democrática Unitária | 57    | 2,01 / 100,00   | 0,01 | 0 / 5      | Estável |
| Votos Inválidos         | Votos Inválidos                | 116   | 4,08 / 100,00   | 1,18 |            |         |
| Total                   | Total                          | 2 842 | 100,00 / 100,00 |      | 5 / 5      |         |
| Eleitorado/Participação | Eleitorado/Participação        | 3 766 | 75,46 / 100,00  | 1,68 |            |         |

### Tomar
| Partido                 | Partido                        | Votos  | %               | +/-   | Vereadores | +/-     |
| ----------------------- | ------------------------------ | ------ | --------------- | ----- | ---------- | ------- |
|                         | Partido Social Democrata       | 15 161 | 62,81 / 100,00  | 19,23 | 5 / 7      | 1       |
|                         | Partido Socialista             | 5 438  | 22,53 / 100,00  | 5,23  | 2 / 7      | Estável |
|                         | Coligação Democrática Unitária | 1 151  | 4,77 / 100,00   | 16,00 | 0 / 7      | 1       |
|                         | Partido Popular                | 745    | 3,09 / 100,00   | 0,16  | 0 / 7      | Estável |
|                         | Bloco de Esquerda              | 631    | 2,61 / 100,00   | Novo  | 0 / 7      | Novo    |
| Votos Inválidos         | Votos Inválidos                | 1 011  | 4,19 / 100,00   | 0,45  |            |         |
| Total                   | Total                          | 24 137 | 100,00 / 100,00 |       | 7 / 7      |         |
| Eleitorado/Participação | Eleitorado/Participação        | 39 330 | 61,37 / 100,00  | 0,13  |            |         |

### Torres Novas
| Partido                 | Partido                        | Votos  | %               | +/-  | Vereadores | +/-     |
| ----------------------- | ------------------------------ | ------ | --------------- | ---- | ---------- | ------- |
|                         | Partido Socialista             | 9 444  | 47,58 / 100,00  | 1,68 | 4 / 7      | Estável |
|                         | Partido Social Democrata       | 4 868  | 24,53 / 100,00  | 3,63 | 2 / 7      | Estável |
|                         | Coligação Democrática Unitária | 3 368  | 16,97 / 100,00  | 3,79 | 1 / 7      | Estável |
|                         | Partido Popular                | 654    | 3,29 / 100,00   | 0,64 | 0 / 7      | Estável |
|                         | Bloco de Esquerda              | 576    | 2,90 / 100,00   | Novo | 0 / 7      | Novo    |
| Votos Inválidos         | Votos Inválidos                | 939    | 4,73 / 100,00   | 0,31 |            |         |
| Total                   | Total                          | 19 849 | 100,00 / 100,00 |      | 7 / 7      |         |
| Eleitorado/Participação | Eleitorado/Participação        | 31 769 | 62,48 / 100,00  | 1,28 |            |         |

### Vila Nova da Barquinha
| Partido                 | Partido                        | Votos | %               | +/-   | Vereadores | +/-     |
| ----------------------- | ------------------------------ | ----- | --------------- | ----- | ---------- | ------- |
|                         | Partido Socialista             | 2 343 | 59,76 / 100,00  | 8,65  | 4 / 5      | 1       |
|                         | Partido Social Democrata       | 928   | 23,67 / 100,00  | 6,51  | 1 / 5      | Estável |
|                         | Coligação Democrática Unitária | 382   | 9,74 / 100,00   | 1,45  | 0 / 5      | Estável |
|                         | Partido Popular                | 105   | 2,68 / 100,00   | 17,04 | 0 / 5      | 1       |
| Votos Inválidos         | Votos Inválidos                | 163   | 4,16 / 100,00   | 0,44  |            |         |
| Total                   | Total                          | 3 921 | 100,00 / 100,00 |       | 5 / 5      |         |
| Eleitorado/Participação | Eleitorado/Participação        | 6 501 | 60,31 / 100,00  | 5,76  |            |         |